# Tetraponera ambigua
Tetraponera ambigua är en myrart som först beskrevs av Carlo Emery 1895.  Tetraponera ambigua ingår i släktet Tetraponera och familjen myror.

## Underarter
Arten delas in i följande underarter:
- T. a. ambigua
- T. a. occidentalis
- T. a. rhodesiana